# Willy Ruhenstroth
Willy Ruhenstroth (* 19. Oktober 1872 in Gütersloh; † 19. Januar 1957 ebenda) war ein deutscher Unternehmer.

## Werdegang
Ruhenstroth musste nach dem frühen Tod seines Vaters 1888 den Besuch des Evangelisch Stiftischen Gymnasiums abbrechen. Er erwarb Kenntnisse im Holzhandel und der Forstwirtschaft in Holzminden und kehrte 1890 nach Gütersloh zurück, wo er das familieneigene Holzgeschäft übernahm. 1900 heiratete er Martha Möller aus Wanne-Eickel. Aus der Ehe gingen vier Töchter hervor.
Um seine Marktposition im Handel mit Grubenholz zu stärken, arbeitete Ruhenstroth ab 1922 mit der Bergwerksgesellschaft Hibernia AG in Herne zusammen. Er verlagerte sein Engagement vom Handel auf die Produktion. 1923 gründete er eine Furniermesserei und stellte Furnier- und Tischlerplatten her.
Unter der Marke Wirus (abgeleitet aus Willy Ruhenstroth) nahm er 1925 die Produktion von Sperrholz auf, 1940 die Herstellung von Holzfaserhartplatten. Nach Errichtung eines Spanplattenwerks produzierte er ab 1949 neben Spanplatten, Türen und Rollladenkästen auch das Wirus-Kleinhaus, einen Vorläufer heutiger Fertighäuser. 1955 zog er sich aus der Geschäftsleitung der Wirus-Werke W. Ruhenstroth GmbH zurück, blieb jedoch Aufsichtsratsvorsitzender. Zu diesem Zeitpunkt hatte er aus der kleinen Holzhandlung des Vaters einen Großbetrieb mit 1.300 Beschäftigten entwickelt.

## Außerberufliches Engagement
Zwischen 1913 und 1919 sowie 1930 und 1933 gehörte Ruhenstroth der Stadtverordnetenversammlung von Gütersloh an und war dabei u. a. in der Finanzkommission tätig. Ab 1918 wirkte er im Vorstand des neugegründeten Arbeitgeberverbands für Gütersloh und Umgegend. 1919 übernahm er den Vorsitz des Fachausschusses „Holzindustrie“ im Arbeitgeberverband für den Kreis Wiedenbrück. 1925 gründete er den Heimatverein Gütersloh mit. Von 1932 bis 1941 leitete er den Verkehrs- und Verschönerungsverein Gütersloh.

## Ehrungen
- 1952: Verdienstkreuz (Steckkreuz) der Bundesrepublik Deutschland